# Mandala Stadium
Mandala Stadium es un estadio de usos múltiples en Jayapura, provincia de Papúa, Indonesia. Actualmente se usa principalmente para partidos de fútbol. Está localizado en Persipura Jayapura y tiene capacidad para 30,000 personas, siendo el estadio más grande del este de Indonesia. Este estadio está ubicado en el área del Dock V, cerca del centro de Jayapura a lo largo de la hermosa bahía de Humboldt.